# Controleverklaring
Een controleverklaring is een accountantsverklaring met betrekking tot een door hem uitgevoerde controle van een overzicht met historische financiële informatie. Vaak is dit overzicht een jaarrekening, maar het kan ook een ander overzicht betreffen, zoals het verzekerd belang of een ontvangsten- en uitgavenoverzicht, bijvoorbeeld een subsidieafrekening. Het bestuur van een vennootschap, stichting, et cetera, is verantwoordelijk voor de opstelling van het overzicht, de accountant controleert deze en rapporteert daarover door middel van zijn controleverklaring. 
Er zijn vier soorten controleverklaringen:
1. Een goedkeurende accountantsverklaring
2. Een accountantsverklaring met beperking
3. Een accountantsverklaring met oordeelonthouding
4. Een afkeurende accountantsverklaring

Er kunnen ondanks een goed uitgevoerde controle toch onzekerheden in de controle of bedenkingen tegen de verantwoording overblijven. Deze kunnen materieel zijn (kunnen het oordeel van een lezer van een verantwoording beïnvloeden) of van diepgaande invloed (verantwoording geeft geen getrouw beeld). Is na controle de onzekerheid of bedenking wel materieel, maar niet van diepgaande invloed, dan verstrekt de accountant een verklaring met beperking. Is de (overgebleven) onzekerheid in de controle van diepgaande invloed, dan volgt een verklaring van oordeelonthouding. Is een bedenking tegen de verantwoording van diepgaande invloed, dan volgt een afkeurende verklaring. (In de praktijk zal het bestuur van de gecontroleerde organisatie eerder ervoor kiezen de verantwoording aan te passen.)
Voor het openbaar maken van de controleverklaring moet de accountant expliciet toestemming geven, anders is het een "blinde verklaring", die alleen intern gebruikt mag worden.